# Farinata genovese
La farinata genovese es un platillo popular tradicional, incluso de consumo informal ligur, genovés (noroeste de Italia). Antigua receta de marineros, sencilla, pero no por ello menos aceptable. Para hacerlo apetitoso no requiere ingredientes adicionales. Otra posible denominación es farinata di ceci (harinada de garbanzos).

## Procedimiento
Es una especie de gacha o de crepe que, en vez de freírse, se hornea con aceite de oliva. El ingrediente principal de este platillo es harina de garbanzo. Por ello se ha supuesto que influyó en el surgimiento de la tortilla de camarones. Es posible que napolitanos y genoveses hayan aplicado la misma receta en el sur de América Latina, donde persiste un importante legado de la gastronomía italiana.
Aunque los componentes tradicionales consisten en una mezcla de harina, agua, aceite, pimienta y sal, algunas variantes pueden contener otras especias, quesos o embutidos tales como el chorizo.